# Stefania Cicali
Stefania Cicali (Florencia, 20 de octubre de 1987) es una deportista italiana que compitió en piragüismo en la modalidad de aguas tranquilas. Su hermana Susanna compitió en el mismo deporte.
Ganó una medalla de bronce en el Campeonato Europeo de Piragüismo de 2007, en la prueba de K4 1000 m. Participó en los Juegos Olímpicos de Pekín 2008, ocupando el octavo lugar en la prueba de K4 500 m.

## Palmarés internacional
| Campeonato Europeo | Campeonato Europeo  | Campeonato Europeo | Campeonato Europeo |
| Año                | Lugar               | Medalla            | Competición        |
| ------------------ | ------------------- | ------------------ | ------------------ |
| 2007               | Pontevedra (España) | Medalla de bronce  | K4 1000 m          |